# Автовская ТЭЦ
Автовская ТЭЦ (ТЭЦ-15)  — предприятие энергетики Санкт-Петербурга, входящее в состав Невского филиала ПАО «ТГК-1».
Обеспечивает электрической и тепловой энергией промышленные предприятия, жилые и общественные здания Адмиралтейского, Московского, Кировского и Красносельского районов Санкт-Петербурга. В зоне энергоснабжения станции проживает около 1 500 000 человек, что делает её первой в городе по этому показателю. В системе ТГК-1 по установленной мощности станция занимает пятое место и второе — по тепловой.
Выработка электроэнергии  — 767,67 млн кВт·ч, тепловой энергии — 3226,73 тыс. Гкал.

## История
Строительство Автовской ТЭЦ началось в первое послевоенное десятилетие. Юго-запад города нуждался в дополнительных мощностях. Официальный пуск в эксплуатацию станции состоялся 26 декабря 1956 года.
Для транспортного обеспечения используются подъездные пути от вплотную прилегающей к территории ТЭЦ грузовой станции Нарвская. Территория станции и ТЭЦ полностью охватывает расположенное здесь с 1941 года Южное воинское кладбище.
Первоначально работала на торфе, в настоящее время основным топливом является природный газ, резервным — мазут.
Автовская ТЭЦ оснащена семью турбоагрегатами. Турбоагрегаты для ТЭЦ были изготовлены на Брянском и Уральском машиностроительных заводах. Котлы были изготовлены в Таганрогском и Дорогобужском котельных заводах. В 2000 году был реконструирован и пущен новый турбоагрегат ТГ-3 (Т-22-90).
В 2007 году в эксплуатацию введён новый турбоагрегат № 2 ПТ-30-8,8 производства АО "Уральский турбинный завод" установленной электрической мощностью 30 Мвт и тепловой мощностью 75 Гкал/час, и генератор ТФП 25-2/6.3  производства Электросила (ОАО "Силовые машины" ).
В 2018 году стартовала масштабная программа по обновлению станции, которая включает модернизацию второй очереди ТЭЦ, возведение новой водогрейной котельной, реконструкцию открытого распределительного устройства 110/35 кВ, строительство оборотной системы технического водоснабжения, а также реконструкцию инженерных сетей со строительством очистных сооружений для снижения негативного экологического воздействия на Финский залив.
В декабре 2021 года завершен первый этап модернизации турбина Т-97 была заменена на Т-123/130-12,8 производства АО "Уральский турбинный завод, генератор ТФ-130 был поставлен НПО "Элсиб".
В сентябре 2023 года был введен в эксплуатацию модернизированный турбоагрегат №6. Установленная электрическая мощность турбоагрегата № 6 увеличена со 100 до 123 МВт, тепловая — со 168 до 197 Гкал/ч. С вводом турбоагрегата № 6 компания завершила масштабное обновление генерирующих мощностей на одной из ключевых городских теплоэлектростанций.
На станции имеется 4 дымовые трубы одной высоты (120 м), но разных диаметров, причём две из них одинакового диаметра.